# Nordfrislands flag
Nordfrislands flag er en horisontal trikolore i farverne gul, rød og blå. Flaget blev hejst første gang på det nordfrisiske folkemøde i juni 1848 i Bredsted og fik i forbindelse med Friserlovens (Friisk Gesäts) ikrafttræden i 2004 officiel status. Flaget forekommer i en række varianter. Der findes også korsformede varianter, som markerer en orientering mod de nordiske lande. Nordfrislands kreds har fra 1970 et eget flag, som har kredsvåbenets tre skibe i midten. Flagets farver går tilbage til Nis Albrecht Johannsens nationalsang Gölj, rüüdj, ween. Flaget ses ofte i kombination med det nordfrisiske våbenskjold og valgsproget Hellere død end slave.

## Varianter
- Nordfrislands flag som trikolore
- Nordfrislands flag som korsflag
- Nordfrislands flag som korsflag med ombyttede farver
- Nordfrisisk korsflag på Danevirke Museum
- Flaget for Nordfrislands Kreds
- Nordfrislands flag med friservåbnet på Amrum
- Skibskiste med dansk og nordfrisisk flag fra øen Sild